# Jean-François de Chamillart
Pour les autres membres de la famille, voir Famille de Chamillart.
Jean-François de Chamillart (1657 à Paris - 15 avril 1714 à Paris) est un homme d'Église français, évêque de Dol et de Senlis.

## Biographie
Frère du contrôleur général des finances, Michel de Chamillart il est docteur en théologie de la Sorbonne, nommé abbé commendataire de l'abbaye Notre-Dame de Fontgombault, et de Baume-les-Messieurs.
Il est comte et évêque de Dol de 1692 à 1702, consacré le 30 novembre 1692 par Hardouin Fortin de La Hoguette l'archevêque de Sens. Puis évêque de Senlis de 1702 à 1714. Premier aumônier de Marie-Adélaïde de Savoie (1685-1712), duchesse de Bourgogne.
Il est élu membre de l'Académie française, le 5 janvier 1702, en remplacement de François Charpentier et reçu le 7 septembre 1702 par l'abbé Gallois. Ses nièces, pour s'amuser à ses dépens, assistent à sa réception. Elles sont placées dans une tribune, et de ce jour date l'admission des dames aux séances publiques de l'Académie. L'évêque de Senlis va rarement à l'Académie française.
Il subsiste de lui très peu de souvenirs. D'Alembert le juge « plus estimable par sa probité qu'il ne fut heureux dans son administration » tout en s'étonnant du nombre de prélats accueillis à l'Académie « qui doit être essentiellement une société de gens de lettres » et « ne doit pas finir par être un concile. »
C'est lui qui en 1695 consacre la chapelle Sainte-Sophie de la Malouinière de la Ville Bague en Saint-Coulomb